# أندري يريومينكو
المارشال أندري إيفانوفيتش يريومينكو (بالأوكرانية: Андрій Іванович Єрьоменко، بالروسية: Андре́й Ива́нович Ерёменко) وُلد في ماركوفكا بغوبرنية خاركوف بالإمبراطورية الروسية (خاركيف، أوكرانيا حاليا) بتاريخ 14 أكتوبر 1892 (بحسب التقويم الجديد أو 2 أكتوبر 1892 بحسب التقويم القديم)، وتوُفي بمدينة موسكو بروسيا السوفيتية في 19 نوفمبر 1970، وهو أحد قادة الجيش السوفيتي خلال معارك الحرب العالمية الثانية وتدرج في المناصب العسكرية حتى أصبح مارشال الاتحاد السوفيتي في مارس 1955، كما حصل على لقب بطل الاتحاد السوفيتي في يوليو 1944.

## وصلات خارجية
- أندري يريومينكو على موقع الموسوعة البريطانية (الإنجليزية)
- أندري يريومينكو على موقع مونزينجر (الألمانية)